# 阿久和東
阿久和東（あくわひがし）は、神奈川県横浜市瀬谷区の地名。現行行政地名は阿久和東一丁目から阿久和東四丁目。住居表示未実施区域。
阿久和地区の一部である。

## 地理
瀬谷区の南東部に位置している。北に三ツ境、南に阿久和南一・二丁目、西に阿久和西二・三・四丁目、東に旭区中希望が丘・南希望が丘・善部町と接している。

### 地価
住宅地の地価は、2024年（令和6年）1月1日の公示地価によれば、阿久和東四丁目34番10の地点で15万8000円/m²となっている。

## 歴史

### 沿革
- 1993年（平成5年）8月9日 - 町界町名地番整理事業に伴い、阿久和町の一部から阿久和東一丁目と二丁目を新設[6]。
- 1995年（平成7年）8月8日 - 町界町名地番整理事業に伴い、阿久和町の一部から阿久和東三丁目と四丁目を新設[6]。

### 町名の変遷
| 実施後         | 実施年月日              | 実施前（各町名ともその一部） |
| -------------- | ----------------------- | ---------------------------- |
| 阿久和東一丁目 | 1993年（平成5年）8月9日 | 阿久和町（一部）             |
| 阿久和東二丁目 | 1993年（平成5年）8月9日 | 阿久和町（一部）             |
| 阿久和東三丁目 | 1995年（平成7年）8月8日 | 阿久和町（一部）             |
| 阿久和東四丁目 | 1995年（平成7年）8月8日 | 阿久和町（一部）             |

## 世帯数と人口
2025年（令和7年）6月30日現在（横浜市発表）の世帯数と人口は以下の通りである。
| 丁目           | 世帯数    | 人口    |
| -------------- | --------- | ------- |
| 阿久和東一丁目 | 887世帯   | 1,849人 |
| 阿久和東二丁目 | 1,276世帯 | 2,900人 |
| 阿久和東三丁目 | 1,027世帯 | 2,146人 |
| 阿久和東四丁目 | 683世帯   | 1,407人 |
| 計             | 3,873世帯 | 8,302人 |

### 人口の変遷
国勢調査による人口の推移。
| 年                 | 人口  |
| ------------------ | ----- |
| 1995年（平成7年）  | 8,510 |
| 2000年（平成12年） | 8,796 |
| 2005年（平成17年） | 8,531 |
| 2010年（平成22年） | 8,418 |
| 2015年（平成27年） | 8,295 |
| 2020年（令和2年）  | 8,329 |

### 世帯数の変遷
国勢調査による世帯数の推移。
| 年                 | 世帯数 |
| ------------------ | ------ |
| 1995年（平成7年）  | 2,721  |
| 2000年（平成12年） | 3,017  |
| 2005年（平成17年） | 3,024  |
| 2010年（平成22年） | 3,153  |
| 2015年（平成27年） | 3,210  |
| 2020年（令和2年）  | 3,420  |

## 学区
市立小・中学校に通う場合、学区は以下の通りとなる（2024年11月時点）。
| 丁目           | 番・番地等 | 小学校           | 中学校           |
| -------------- | ---------- | ---------------- | ---------------- |
| 阿久和東一丁目 | 全域       | 横浜市立原小学校 | 横浜市立原中学校 |
| 阿久和東二丁目 | 全域       | 横浜市立原小学校 | 横浜市立原中学校 |
| 阿久和東三丁目 | 全域       | 横浜市立原小学校 | 横浜市立原中学校 |
| 阿久和東四丁目 | 全域       | 横浜市立原小学校 | 横浜市立原中学校 |

## 事業所
2021年（令和3年）現在の経済センサス調査による事業所数と従業員数は以下の通りである。
| 丁目           | 事業所数  | 従業員数 |
| -------------- | --------- | -------- |
| 阿久和東一丁目 | 26事業所  | 149人    |
| 阿久和東二丁目 | 44事業所  | 179人    |
| 阿久和東三丁目 | 37事業所  | 274人    |
| 阿久和東四丁目 | 30事業所  | 219人    |
| 計             | 137事業所 | 821人    |

### 事業者数の変遷
経済センサスによる事業所数の推移。
| 年                 | 事業者数 |
| ------------------ | -------- |
| 2016年（平成28年） | 140      |
| 2021年（令和3年）  | 137      |

### 従業員数の変遷
経済センサスによる従業員数の推移。
| 年                 | 従業員数 |
| ------------------ | -------- |
| 2016年（平成28年） | 728      |
| 2021年（令和3年）  | 821      |

## 交通

### 鉄道
地区内に鉄道駅は無い。最寄りの駅は以下の通り。
- 相模鉄道
  - 本線
    - 希望ヶ丘駅（旭区）※1・2・3丁目と4丁目の大部分最寄り駅

  - いずみ野線
    - 弥生台駅、いずみ野駅（泉区）※4丁目南西部の最寄り駅

その他にも神奈中バスで三ツ境駅やJR東日本戸塚駅へのアクセスも可能である。

### 道路
- 神奈川県道401号瀬谷柏尾線
- 神奈川県道402号阿久和鎌倉線（かまくらみち）
- 鴨居上飯田線

## 施設
- 横浜市立原小学校
- 熊野神社
- 長屋門公園

## その他

### 日本郵便
- 郵便番号 : 246-0023[3]（集配局：瀬谷郵便局[16]）

### 警察
町内の警察の管轄区域は以下の通りである。
| 町丁           | 番地等 | 警察署     | 交番・駐在所 |
| -------------- | ------ | ---------- | ------------ |
| 阿久和東一丁目 | 全域   | 瀬谷警察署 | 阿久和町交番 |
| 阿久和東二丁目 | 全域   | 瀬谷警察署 | 阿久和町交番 |
| 阿久和東三丁目 | 全域   | 瀬谷警察署 | 阿久和町交番 |
| 阿久和東四丁目 | 全域   | 瀬谷警察署 | 阿久和町交番 |